# Duino-Aurisina
Duino-Aurisina (slowenisch Devin-Nabrežina, deutsch Thübein-Nabreschin oder auch Tybein) ist eine Gemeinde mit 8224 Einwohnern (Stand 31. Dezember 2023) an der Adriaküste im Nordosten Italiens in der Region Friaul-Julisch Venetien. Im Mittelalter war die Herrschaft Duino bis 1399 Lehen und die dort an der Küste gelegene gleichnamige Burg Stammsitz der Herren von Duino; nach dem Untergang des Ministerialengeschlechts gingen Lehen und Stammsitz an die verwandten Herren von Walsee über.
Duino war in den letzten Jahrzehnten der Donaumonarchie ein bekannter Hafen- und Badeort.

Neues Schloss in Duino

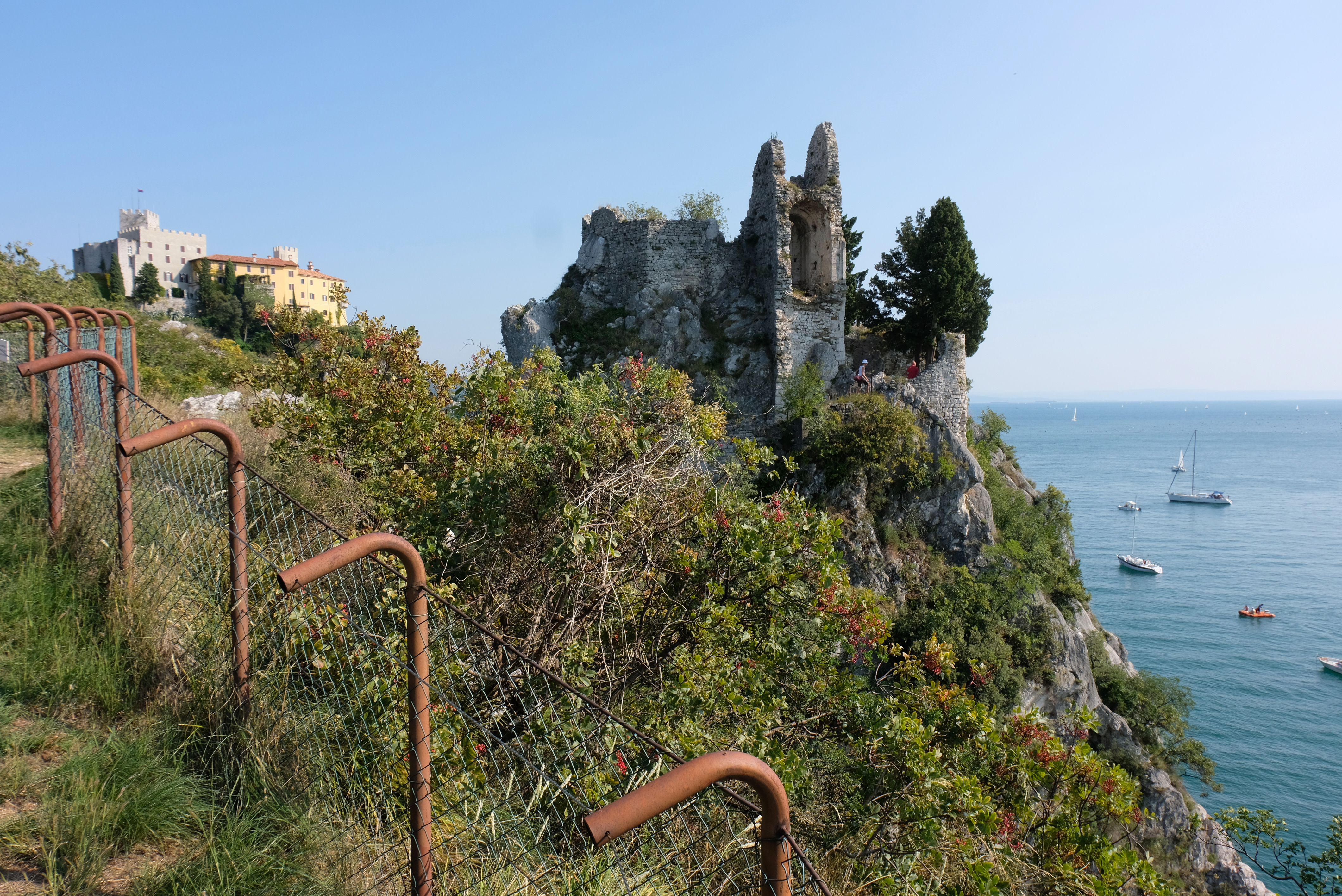
Die alte Burg von Duino

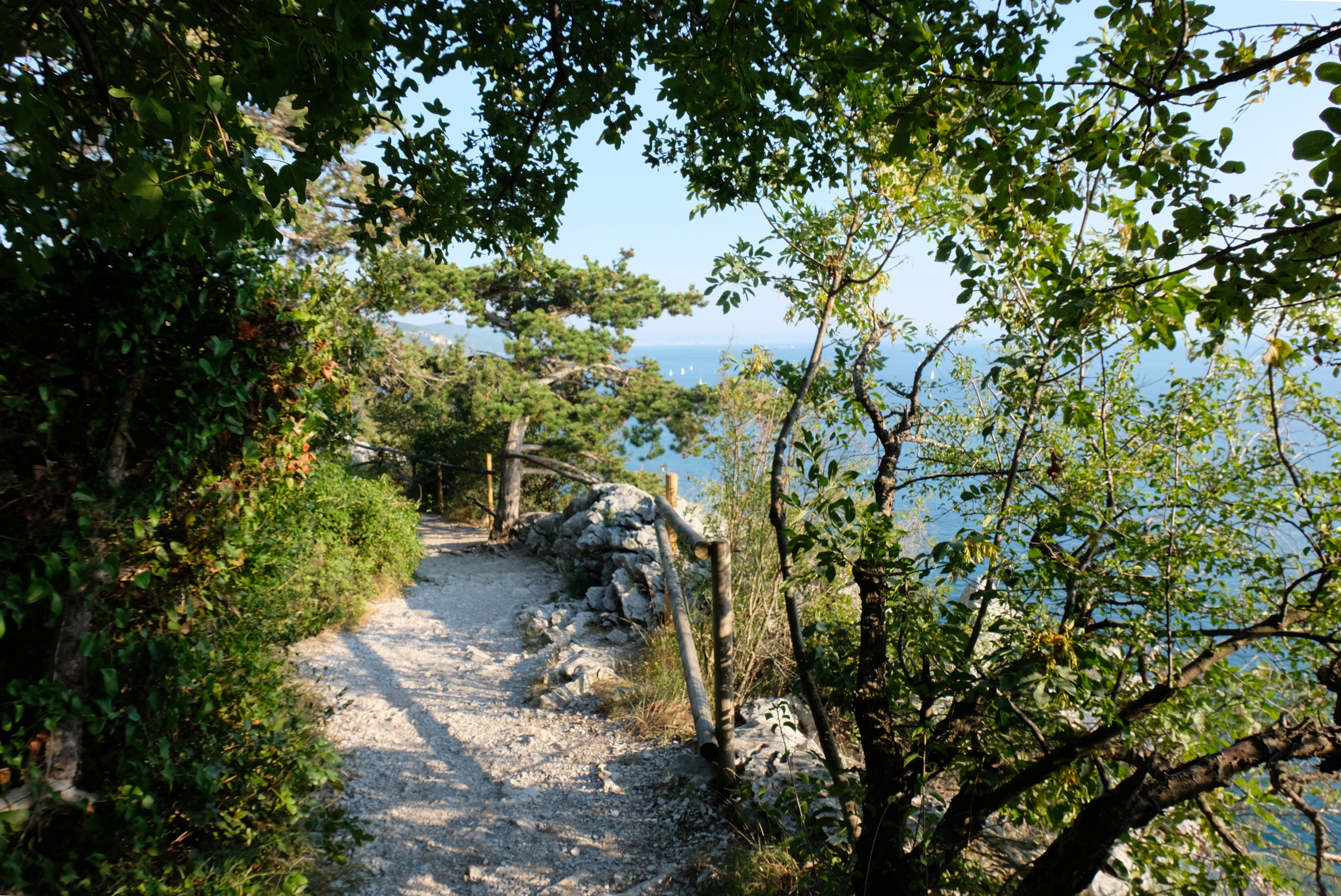
Der Rilkeweg von Schloss Duino nach Sistiana

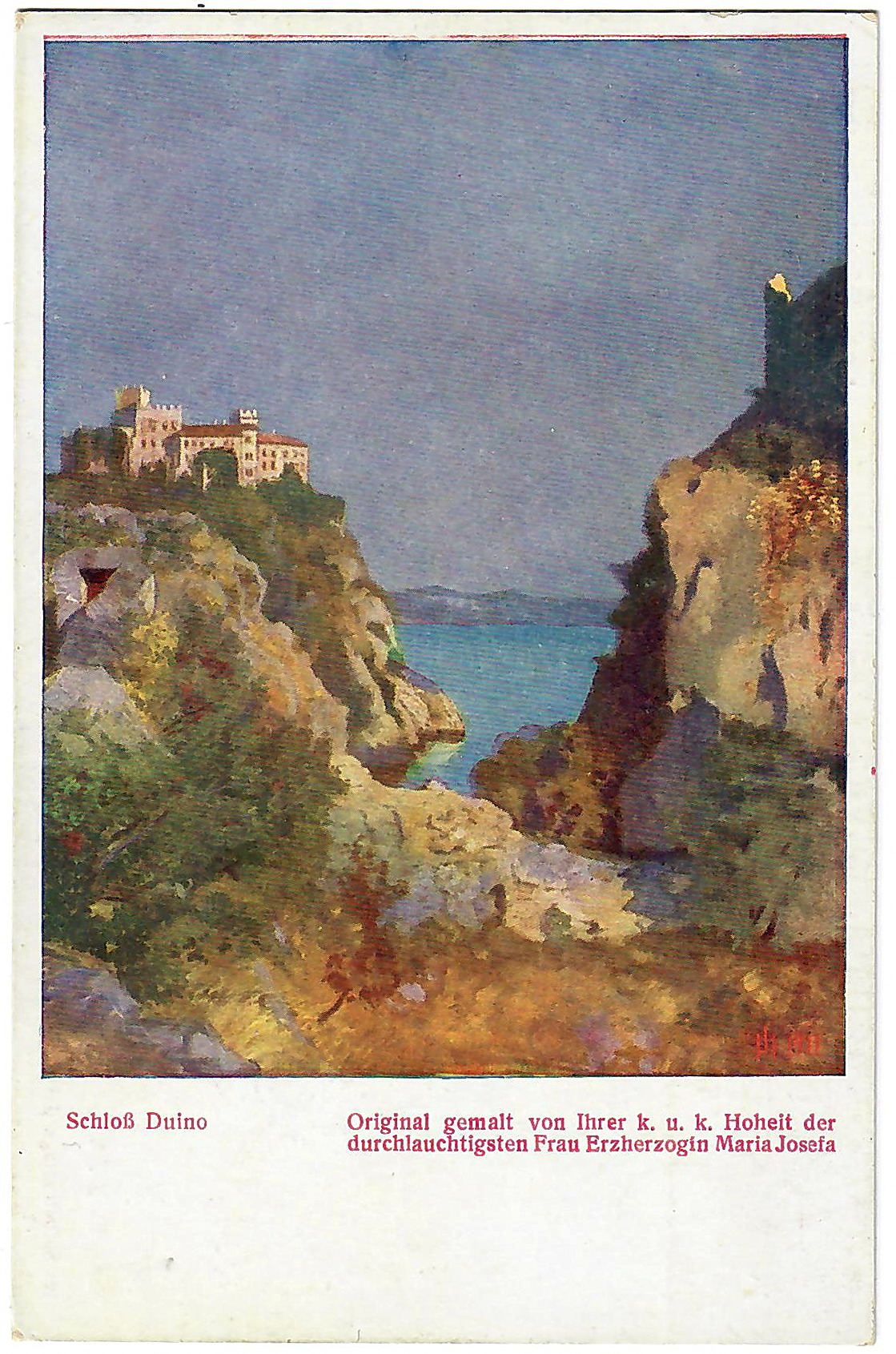
Schloss Duino, Postkarte, herausgegeben vom Österreichischen Flottenverband vor 1918

## Gliederung
Die Gemeinde erstreckt sich über ein Gebiet von 45 km². Sie besteht aus den Ortschaften Ceroglie Dell’Ermadda (slowenisch Cerovlje), Duino (Devin), Malchina (Mavhinje), Medeazza (Medja vas), Precenico (Prečnik), Prepotto (Praprot), San Pelagio (Šempolaj), San Giovanni di Duino (Štivan), Sistiana (Sesljan), Slivia (Slivno), Ternova Piccola (Trnovca), Villaggio del Pescatore (Ribiško naselje), Visogliano (Vižovlje), Aurisina S. Croce (Nabrežina Križ), Aurisina Cave (Nabrežina Kamnolomi), Aurisina Stazione (Nabrežina Postaja) und Aurisina Centro (Nabrežina).
Nachbargemeinden sind Doberdò del Lago, Monfalcone, Sgonico (Zgonik) und Triest.

## Sehenswürdigkeiten

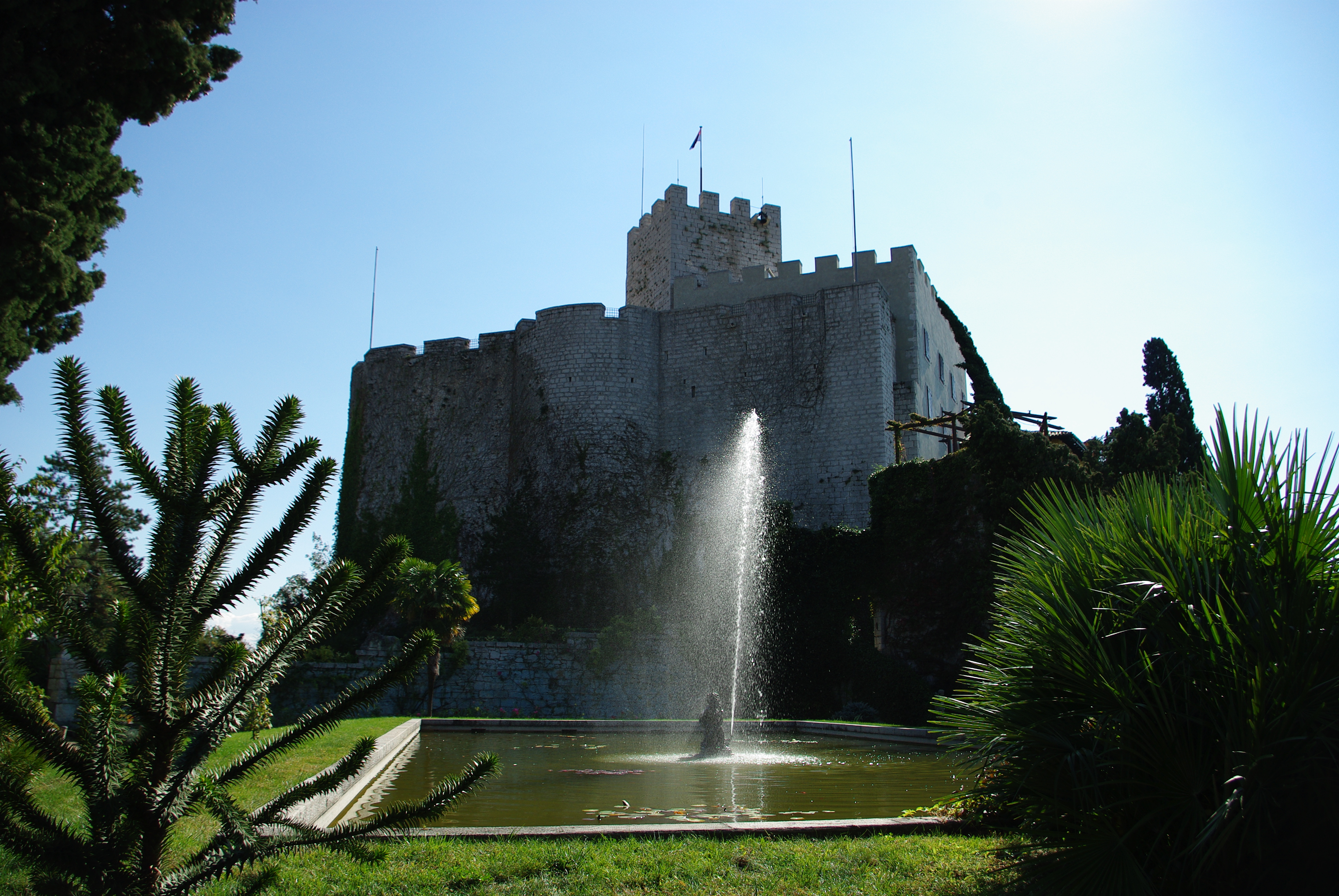
Schloss Duino

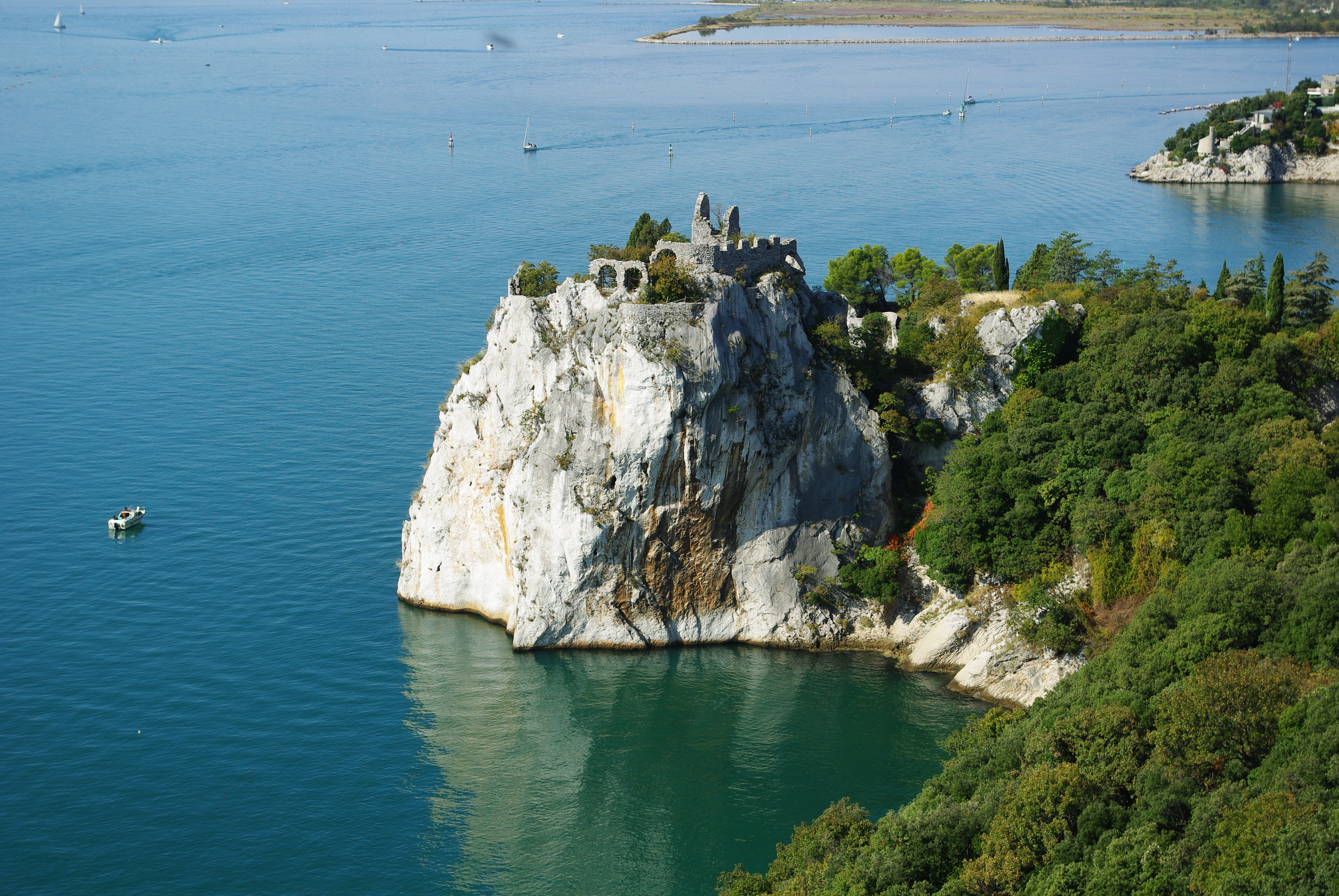
Halbinsel nahe Schloss Duino

Aurisina, Cava Romana. Historisches Bild von Leo Wehrli (1937)

### Kirchen
In Duino befinden sich mehrere Kirchen, die teilweise auf spätantiken Fundamenten stehen. Zudem weist der Ort mehrere Burgen und burgartige Schlösser auf.

### Schloss Duino
Die bekannteste Anlage, das Neue Schloss, das sich heute im Besitz der Familie Karl Prinz von Thurn und Taxis befindet und von ihr bewohnt wird, zeigt unter anderem die berühmte Palladianische Treppe. Einige Säle des Schlosses wurden zuletzt der Öffentlichkeit zugänglich gemacht. Zu besichtigen sind unter anderem ein Pianoforte, auf dem Franz Liszt während seines Aufenthaltes musiziert hat, und der Schlosspark, mit Blick auf den Golf von Triest.
Auch die Grafen von Chambord, Kaiserin Sisi und Kaiser Franz Josef I., Erzherzog Maximilian mit Charlotte, Eleonora Duse, Johann Strauss, Gabriele D’Annunzio, Paul Valéry, Mark Twain, Victor Hugo, Erzherzog Franz Ferdinand von Österreich und Erzherzogin Maria Josefa nahmen oft Aufenthalt im Schloss. In Duino starb ferner 1906 der Physiker Ludwig Boltzmann.
Das Schloss kam über Gräfin Theresa Maria von Thurn-Hofer und Valsassina († 1893), deren Familie es seit dem 16. Jahrhundert gehört hatte, an ihre Tochter Marie Prinzessin zu Hohenlohe, verheiratete Prinzessin von Thurn und Taxis, die Förderin Rainer Maria Rilkes. Heute gehört Duino ihrem Nachfahren Prinz Carlo della Torre e Tasso (Thurn und Taxis), Duca di Duino.
Nach Schloss Duino sind Rilkes Duineser Elegien benannt, die hier teilweise entstanden sind. An den Dichter erinnert der Rilkeweg entlang der Felsen zwischen Sistiana und Duino, von dem aus sich ein Panoramablick auf die Bucht von Sistiana, den Golf von Triest und das Schloss bietet.
Im Schloss Duino hatte die Regierung der Zone A des Freien Staates Triest (1947/1954) ihren Sitz. Hier befindet sich auch das 1982 von der UNESCO gegründete United World College of the Adriatic.

### Mithräum
Auf halbem Weg zwischen Duino-Aurisina und San Giovanni di Duino befindet sich ein 1965 entdecktes Mithräum in einer natürlichen Grotte, das an manchen Tagen besichtigt werden kann.

### Landschaft
- Sistiana: Die Nachbarortschaft Sistiana ist wegen ihrer schönen Bucht und ihres Badestrandes gut bekannt.
- Steinbrüche: In Aurisina befinden sich mehrere Steinbrüche, darunter einer aus römischer Zeit (Cava romana), in denen sogenannte Karstmarmore gewonnen werden. Kalkstein aus diesem Abbaugebiet wurde neben Sandstein aus der Umgebung von Muggia und istrischen Kalksteinen für Bauten in Aquileia verwendet.[4]

Auch die Salcanobrücke, eine Eisenbahnbrücke, wurde 1905 aus solchem Kalkstein gebaut.

## Persönlichkeiten
Personen mit Beziehung zur Stadt:
- Alojz Rebula (1924–2018), slowenischer Schriftsteller
- Heinz Seeber (1930–1998), deutscher Maler, malte ab 1975 viel in der Gegend von Duino
- Hans Raimund (* 1945), österreichischer Schriftsteller, lebte von 1984 bis 1997 in Duino
- Franziska Raimund (* 1944), österreichische Pädagogin, Autorin, Übersetzerin, lebte von 1984 bis 1997 in Duino
- Günther Schatzdorfer (1952–2011), österreichischer Schriftsteller und Maler
- Ludwig Boltzmann (1844–1906), österreichischer Physiker und Philosoph, beendete durch Selbstmord sein Leben in Duino